# آتیونکور
آتیونکور (به فرانسوی: Attilloncourt) یک کمون در فرانسه است که در Canton of Château-Salins واقع شده‌است.

## خصوصیات
آتیونکور ۳٫۳۷ کیلومترمربع مساحت و ۱۰۵ نفر جمعیت دارد و ۲۰۰ متر بالاتر از سطح دریا واقع شده‌است.